# Hanns Ullstein jun.
Hanns Ullstein jun. (* 28. Januar 1937 in Leipzig) ist ein deutscher Pferdezüchter, Fachautor und Pionier des Wanderreitens und der artgerechten Pferdehaltung.

## Leben
Hanns Ullstein jun. ist ein Halbbruder der von Ende der 1930er bis Anfang der 1950er Jahre international erfolgreichen deutsch-italienischen Tennisspielerin Annalisa Bossi (Geburtsname: Annelies Ullstein). Die beiden Geschwister entstammen einem Zweig der Verlegerfamilie Ullstein, der im 19. und 20. Jahrhundert in Leipzig eine Papiergroßhandlung und gleichzeitig in Lichtenberg (Oberfranken) eine Spezialpapierfabrik betrieb. Zur Unterscheidung von seinem gleichnamigen Vater verwendet Hanns Ullstein stets die Bezeichnung „junior“.
Ullstein ist Papier- und Wirtschaftsingenieur, entschied sich aber schon früh, die Familientradition nicht fortzusetzen. Seit den 1960er Jahren entwickelte er allmählich sein Hobby zum Beruf und wurde dadurch nach und nach Pferdefachmann. Seit 1983 betreibt er seine vielfältigen Vorhaben auf dem von ihm gepachteten Gut Wildschwaige bei Oberding, einem früheren Versuchsbetrieb des Wissenschaftszentrums Weihenstephan der Technischen Universität München. Ullstein hält zahlreiche Patente insbesondere in den Bereichen Pferdehaltung und -fütterung und hat eine Bewertung für Pferdehaltungen (Stall-Sterne) eingeführt. Er begründete das Wanderreiten in Deutschland und war in diesem Zusammenhang erster Vorsitzender des Ersten Trekking-Clubs Deutschland e. V. nach dessen Gründung 1966. Herbert Fischer, „deutscher Wanderreiterpapst“ und Gründer der Deutschen Wanderreiter-Akademie, nennt Ullstein seinen „geistigen Mentor“.
Ullstein ist ein Pionier der Pferdehaltung in Laufställen und gründete 1989 den Verein Laufstall-Arbeits-Gemeinschaft für artgerechte Pferdehaltung (LAG), dessen Vorsitzender er bis 2005 war. An Praktiker richtet sich der von ihm erstellte und vertriebene Pferdehaltungs-Katalog, der erstmals 1996 und zuletzt 2012 in einer grundlegend überarbeiteten Fassung erschien. Ullstein ist in zweiter Ehe verheiratet und hat vier Kinder.

## Veröffentlichungen
- Natürliche Pferdehaltung. 1. Auflage. Müller Rüschlikon Verlag, Cham 1996, ISBN 3-275-01209-6.
- Feeding technique for welfare of horses, in: Journal of Animal Physiology and Animal Nutrition, Bd. 80 (1998), S. 217–219, ISSN 0044-3565